# 雷德莱克福尔斯 (明尼苏达州)
雷德萊克福爾斯（英語：Red Lake Falls）是一個位於美國明尼蘇達州紅湖縣的都市。根據2010年美國人口普查，該地共人口1427人，而該地的面積約為5.26平方千米。同時該地也是紅湖縣的縣治。

## 地理
雷德萊克福爾斯的座標為47°52′58″N 96°16′23″W / 47.88278°N 96.27306°W，而該地的平均海拔高度為316米（即1037英尺）。